# Gwen

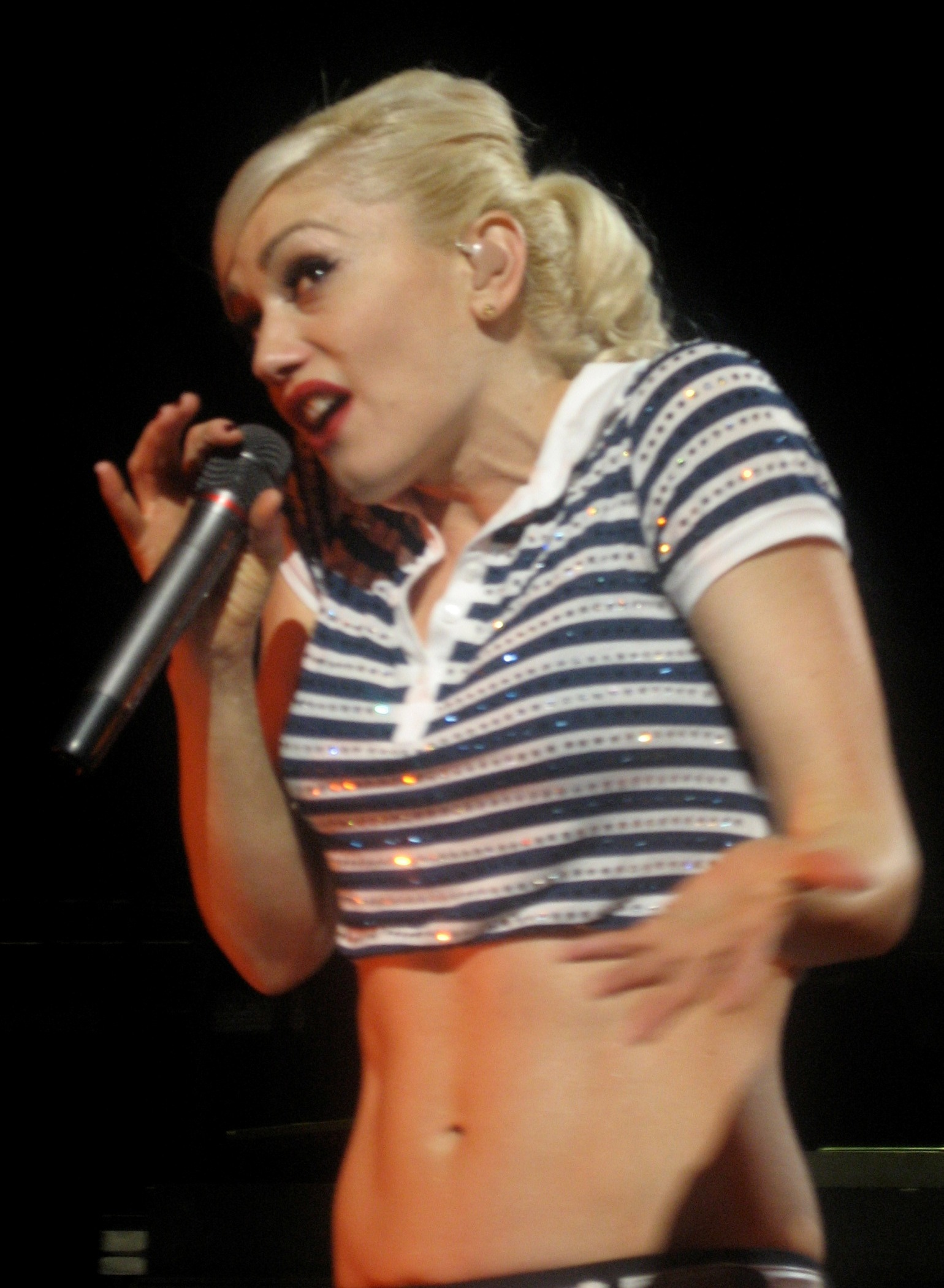
Gwen Stefani

Gwen är en kortform av det walesiska kvinnonamnet Gwendoline eller Gwendolyn som är sammansatt av ord som betyder vit och ögonbryn.
Den 31 december 2014 fanns det totalt 77 kvinnor folkbokförda i Sverige med namnet Gwen, varav 42 bar det som tilltalsnamn. Dessutom fanns det 101 kvinnor vid namn Gwendoline/Gwendolyn, varav 30 bar det som tilltalsnamn.
Namnsdag: saknas

## Personer med namnet Gwen
- Gwen John, walesisk konstnär
- Gwen Moore, amerikansk politiker
- Gwen Stefani, amerikansk sångerska
- Gwen Torrence, amerikansk friidrottare

## Gwen som författarpseudonym
- Den svenska journalisten och författaren Else Kleen (1882–1968) använde "Gwen" som pseudonym, bland annat 1907 med  Gwens bok för hemmet, Libris 1613802.

## Personer med namnet Gwendoline eller Gwendolyn
- Gwendoline Butler, brittisk författare
- Gwendoline Christie, brittisk skådespelare
- Gwendolyn Lycett, brittisk konståkerska